# Fígols de Tremp
|  | Aquest article és sobre el poble d'aquest nom. Per a l'antic municipi, vegeu Fígols de Tremp (antic municipi). |

El poble de Fígols de Tremp, també anomenat Fígols de la Conca, era el cap del terme del mateix nom, agregat el 1972 al terme municipal de Tremp. De tota manera, el terme històric rebé diversos noms al llarg de la història: del 1812 al 15 de setembre del 1877, s'anomenà Castissent, ja que tenia la capitalitat en aquell poble. Entre aquesta data i l'11 de desembre del 1940 el poble d'Eroles en fou el cap administratiu, i el terme rebé el nom d'aquest poble. Finalment, rebé el nom de Fígols de Tremp, ja que hi fou traslladada la capitalitat municipal.
Està situat a l'oest de Tremp, a 9,5 quilòmetres, al peu de la carretera C-1311 (el Pont de Montanyana - Tremp).

## Etimologia
Segons Coromines (op. cit.), que es remet a altres etimòlegs anteriors a ell, Fígols vindria d'un diminutiu de ficus (ficulus > figulus), amb el sentit de figuereta. Tanmateix, el mateix Coromines postula una segona teoria: el nom de Fígols vindria de figulis, mot llatí que seria equivalent a les teuleries, els obradors d'olles.

## Història
En el cens del 1359, Frigols consta amb 6 focs (uns 30 habitants) i el 1553, amb 9 (uns 45). El 1831 hi consten 74 habitants, i vers 1900, hi havia 35 edificis, amb 93 habitants. En l'actualitat, el 2006 hi havia 2 habitants, després d'haver-se passat alguns anys del tot despoblat.

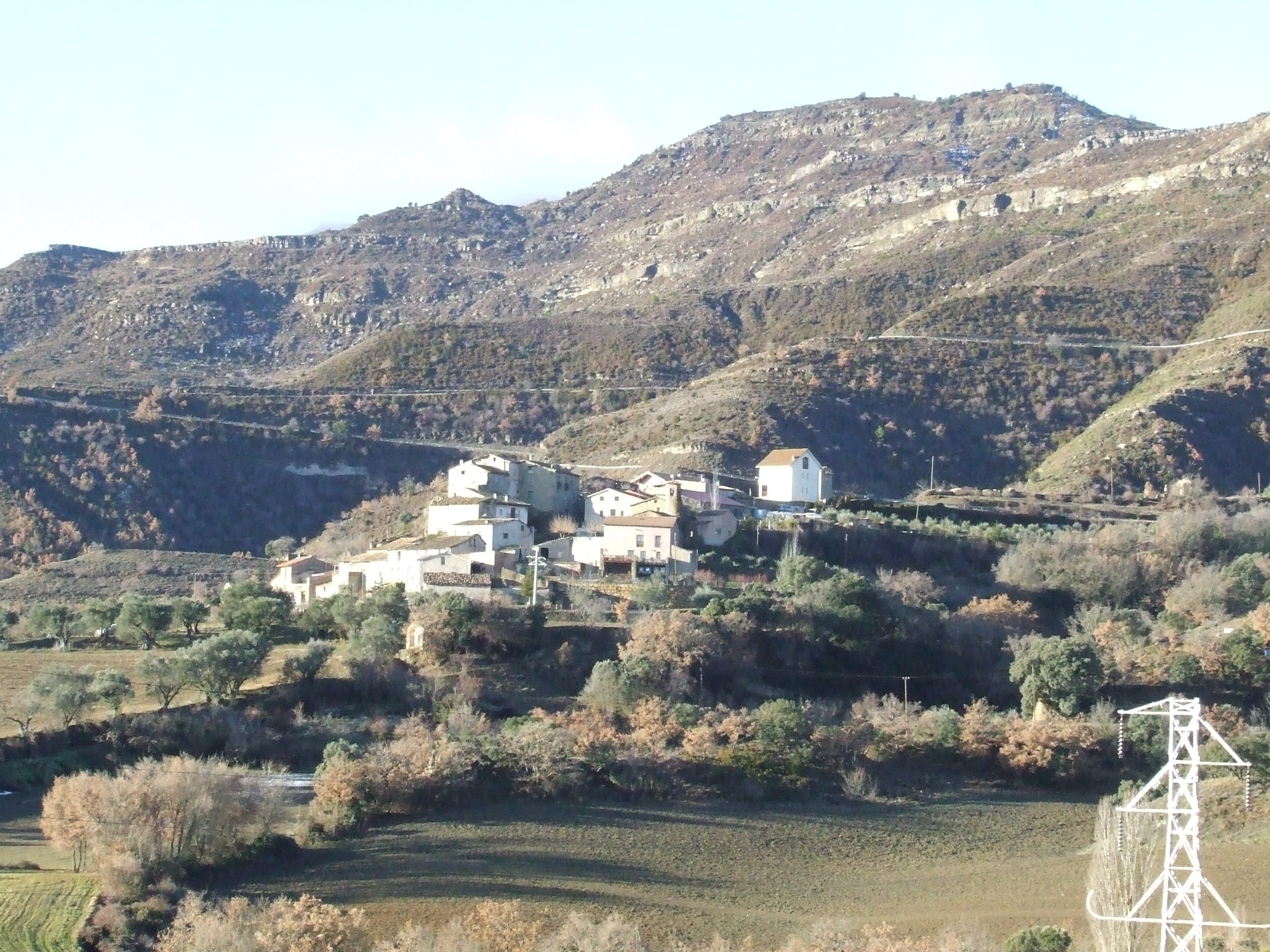
Vista general del poble des de la carretera de Tremp

L'església parroquial de Sant Pere de Fígols de Tremp era una sufragània de la parròquia d'Eroles, si bé aquesta categorització canvià en diverses avinenteses. És d'origen romànic, si bé fou molt modificada a l'edat moderna. Al voltant del poble hi ha diverses masies, algunes d'elles amb capella, com la Casa Batlle, que té la capella de la Mare de Déu de Montserrat, moderna, i el Mas del Prior (o el Masenc), que té la capella moderna de Sant Sebastià i les ruïnes de l'església romànica de Sant Joan Evangelista.

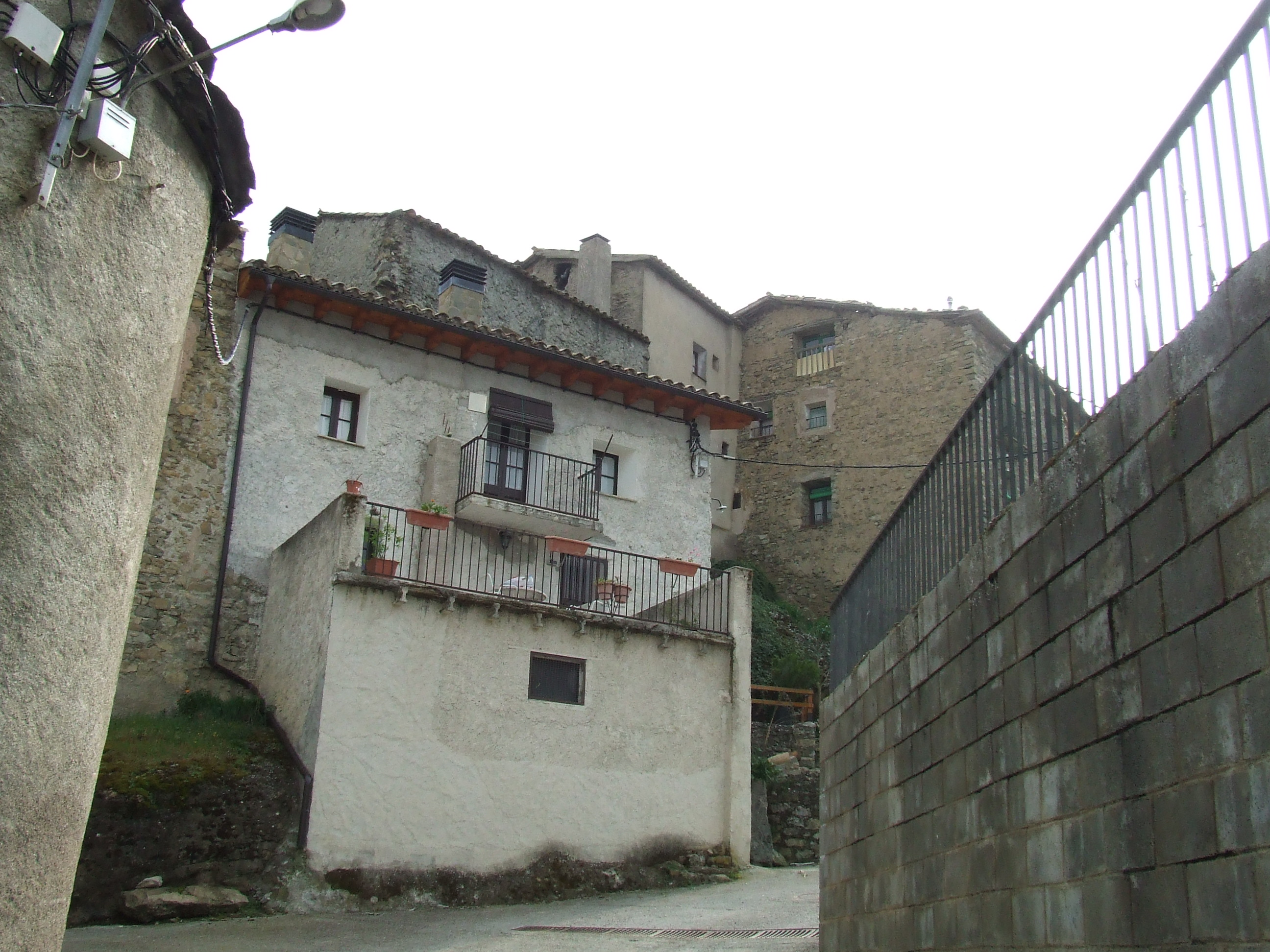
El nucli vell del poble

Fígols de Tremp pertanyia tradicionalment a la baronia de Claret, cosa que contrasta amb l'altre poble important del terme, Eroles, que era el centre d'una baronia diferent. Aquesta és una de les causes que els dos pobles no haguessin pertangut mai al llarg de la història a la mateixa unitat territorial, fins a la creació dels municipis i l'extinció de les antigues senyories.
En el Diccionario geográfico... de Pascual Madoz, publicat el 1845, el geògraf presenta Fígols, que ell anomena així, sense complement, com una població situada en el vessant oriental de la muntanya de Montllobar, i està ben ventilat per tots els aires, llevant del de ponent, per on queda arrecerat per la muntanya. El clima és fred, però sa, i la població pateix només dels refredats hivernals. Té 20 cases que més aviat semblen barraques (miserables chozas, diu Madoz). Formen un grup, però no arriben ni a formar carrer, per la mala posició en un terreny desigual i ple d'enormes roques despreses de la muntanya. Hi destaca la manca d'aigua, procedent només d'algunes petites fonts, d'on es treu l'aigua d'ús, on es renta la roba i on abeura el bestiar. Formen el poble 6 veïns (caps de família) i 33 ànimes (habitants).

## Festes i tradicions
La Festa Major del poble té lloc el tercer o quart diumenge de setembre, però per sant Pere, patró de la parròquia, se celebrava també una festa religiosa que acabava amb un sopar de germanor.